# Persone di nome Jean-Baptiste
| Questa pagina contiene informazioni ricavate automaticamente dalle voci biografiche con l'ausilio del template Bio e di un bot. L'aggiornamento è periodico e automatico e ricostruisce completamente la pagina. Se manca una persona in questa lista, sei pregato di non aggiungerla, ma accertati piuttosto che la sua voce biografica contenga il template Bio e che i dati anagrafici siano correttamente compilati. Se il template Bio manca, inseriscilo tu stesso o, in alternativa, metti l'avviso {{tmp\|Bio}} che ne segnala la mancanza. Se i dati riportati sono sbagliati, correggi direttamente la voce biografica; le modifiche saranno visibili in questa lista entro pochi giorni. Per chiarimenti vedi il progetto antroponimi. La lista contiene solo le 245 persone che sono citate nell'enciclopedia e per le quali è stato implementato correttamente il template Bio. Pagina aggiornata al 16 ott 2024. |

Questa è una lista di persone presenti nell'enciclopedia che hanno il prenome Jean-Baptiste, suddivise per attività principale.

## Agronomi(1)
- Jean-Baptiste Chavannes, agronomo haitiano (Haiti, n. 1947)

## Allenatori di calcio(1)
- Jean-Baptiste Bordas, allenatore di calcio e calciatore francese (Orléans, n. 1938 - Vernon, † 2024)

## Alpinisti(1)
- Jean-Baptiste Croz, alpinista francese (Chamonix, n. 1828 - † 1905)

## Ammiragli(4)
- Charles Henri d'Estaing, ammiraglio e generale francese (Château de Ravel, n. 1729 - Parigi, † 1794)
- Jean-Baptiste Perrée, ammiraglio francese (Saint-Valery-sur-Somme, n. 1761 - isola di Malta, † 1800)
- Jean-Baptiste de Valbelle, ammiraglio francese (n. 1627 - La Reynarde, † 1681)
- Jean-Baptiste Philibert Willaumez, ammiraglio francese (Le Palais, n. 1763 - Suresnes, † 1845)

## Archeologi(1)
- Jean-Baptiste Noulet, archeologo, naturalista e geologo francese (Venerque, n. 1802 - Venerque, † 1890)

## Architetti(7)
- Louis Bourgeois, architetto canadese (Saint Célestin de Nicolet, n. 1856 - † 1930)
- Jean-Baptiste Bullet de Chamblain, architetto francese (n. 1665 - † 1726)
- Jean-Baptiste Franque, architetto francese (Villeneuve-lès-Avignon, n. 1683 - Avignone, † 1758)
- Jean-Baptiste Alexandre Le Blond, architetto francese (Parigi, n. 1679 - San Pietroburgo, † 1719)
- Jean-Baptiste Lepère, architetto francese (Parigi, n. 1761 - Parigi, † 1844)
- Jean-Baptiste Rondelet, architetto francese (Lione, n. 1743 - Parigi, † 1829)
- Jean-Baptiste Michel Vallin de La Mothe, architetto francese (Angoulême, n. 1729 - Angoulême, † 1800)

## Arrampicatori(1)
- Jean-Baptiste Tribout, arrampicatore francese (Parigi, n. 1961)

## Astronomi(2)
- Jean-Baptiste Chappe d'Auteroche, astronomo francese (Arrondissement di Mauriac - San José del Cabo, † 1769)
- Jean-Baptiste Delambre, astronomo e matematico francese (Amiens, n. 1749 - Parigi, † 1822)

## Attori(3)
- Jean-Baptiste Lafarge, attore francese (Parigi, n. 1987)
- Jean-Baptiste Maunier, attore, cantante e modello francese (Brignoles, n. 1990)
- Jean-Baptiste Thiérrée, attore e scrittore francese (Parigi, n. 1937)

## Attori teatrali(3)
- Grandmesnil, attore teatrale e drammaturgo francese (Parigi, n. 1737 - Parigi, † 1816)
- Jean-Baptiste Sauvé de La Noue, attore teatrale e commediografo francese (Meaux, n. 1701 - Parigi, † 1761)
- Jean-Baptiste Nicolet, attore teatrale e direttore teatrale francese (Parigi, n. 1728 - Parigi, † 1796)

## Baritoni(1)
- Jean-Baptiste Faure, baritono francese (Moulins, n. 1830 - Parigi, † 1914)

## Botanici(3)
- Jean-Baptiste Édouard Bornet, botanico francese (Guérigny, n. 1828 - Parigi, † 1911)
- Jean-Baptiste Lestiboudois, botanico e farmacista francese (Douai, n. 1715 - Lilla, † 1804)
- François Rozier, botanico e agronomo francese (Lione, n. 1734 - Lione, † 1793)

## Calciatori(5)
- Jean-Baptiste Akassou, calciatore ivoriano (Songon, n. 1985)
- Jean-Baptiste Gorby, calciatore francese (Mayotte, n. 2002)
- Kuyangana Makukula, ex calciatore della Repubblica Democratica del Congo (Kinshasa, n. 1966)
- Jean-Baptiste Léo, calciatore francese (Lione, n. 1996)
- Jean-Baptiste Pierazzi, ex calciatore francese (Ajaccio, n. 1985)

## Canottieri(1)
- Jean-Baptiste Macquet, canottiere francese (Dieppe, n. 1983)

## Cardinali(3)
- Jean-Baptiste de Belloy-Morangle, cardinale e arcivescovo cattolico francese (Morangles, n. 1709 - Parigi, † 1808)
- Jean-Baptiste de Latil, cardinale e arcivescovo cattolico francese (Isola di Santa Margherita, n. 1761 - Gémenos, † 1839)
- Jean-Baptiste Phạm Minh Mẫn, cardinale e arcivescovo cattolico vietnamita (Cà Mau, n. 1934)

## Cartografi(1)
- Jean-Baptiste Naudin, cartografo e ingegnere francese († 1743)

## Cestisti(2)
- Jean-Baptiste Maille, cestista francese (Le Mans, n. 1993)
- Jean-Baptiste Ré, cestista francese (Marsiglia, n. 1936 - Marsiglia, † 2016)

## Chimici(1)
- Jean-Baptiste Senderens, chimico e presbitero francese (Barbachen, n. 1856 - Barbachen, † 1937)

## Ciclisti su strada(2)
- Jean-Baptiste Dortignacq, ciclista su strada francese (Arudy, n. 1884 - Peyrehorade, † 1928)
- Jean Fischer, ciclista su strada francese (Brunstatt, n. 1867 - Cachan, † 1935)

## Circensi(2)
- Jean-Baptiste Auriol, circense francese (Tolosa, n. 1806 - † 1881)
- Jean-Baptiste Pezon, circense francese (Rimeize, n. 1827 - Parigi, † 1897)

## Compositori(10)
- Jean-Baptiste Accolay, compositore, violinista e direttore d'orchestra belga (Bruxelles, n. 1833 - Bruges, † 1900)
- Jean-Baptiste Barrière, compositore francese (Bordeaux, n. 1707 - Parigi, † 1747)
- Jean-Baptiste Bréval, compositore e violoncellista francese (Parigi, n. 1753 - Colligis-Crandelain, † 1823)
- Jean-Baptiste Loeillet, compositore e musicista belga (Gand, n. 1680 - Londra, † 1730)
- Jean-Baptiste Lully, compositore, ballerino e musicista italiano (Firenze, n. 1632 - Parigi, † 1687)
- Jean-Baptiste Lully il Giovane, compositore francese (Parigi, n. 1665 - Parigi, † 1743)
- Jean-Baptiste Matho, compositore francese (Montfort-sur-Meu, n. 1663 - Versailles, † 1743)
- Jean-Baptiste Moreau, compositore francese (Angers, n. 1656 - Parigi, † 1733)
- Jean-Baptiste Moyne, compositore francese (Eymet, n. 1751 - Parigi, † 1796)
- Jean-Baptiste Nôtre, compositore e organista francese (Toul, n. 1732 - Toul, † 1807)

## Danzatori(3)
- Jean-Baptiste Dehesse, danzatore e coreografo francese (L'Aia, n. 1705 - Parigi, † 1779)
- Jean-Baptiste Landé, ballerino francese (Francia, n. 1697 - St. Petersburg, † 1748)
- Jean-Baptiste Pitrot, ballerino e coreografo francese (Bordeaux, n. 1729 - Bruxelles, † 1809)

## Diplomatici(2)
- Jean-Baptiste Louis Gros, diplomatico, nobile e fotografo francese (Ivry-sur-Seine, n. 1793 - Parigi, † 1870)
- Jean-Baptiste Barthélemy de Lesseps, diplomatico, scrittore e esploratore francese (Sète, n. 1766 - Lisbona, † 1834)

## Drammaturghi(3)
- Molière, commediografo, attore teatrale e drammaturgo francese (Parigi, n. 1622 - Parigi, † 1673)
- Jean-Baptiste Radet, commediografo francese (Digione, n. 1752 - Parigi, † 1830)
- Jean-Baptiste Vivien de Châteaubrun, drammaturgo francese (Angoulême, n. 1686 - Angoulême, † 1775)

## Economisti(3)
- Jean-Baptiste de Franssu, economista e banchiere francese (Parigi, n. 1963)
- Jean-Baptiste Juvigny, economista francese (Bayonne, n. 1772 - † 1836)
- Jean-Baptiste Say, economista francese (Lione, n. 1767 - Parigi, † 1832)

## Entomologi(2)
- Jean-Baptiste Eugène Bellier de la Chavignerie, entomologo francese (Chartres, n. 1844 - Évreux, † 1888)
- Jean-Baptiste Godart, entomologo francese (Origny, n. 1775 - † 1825)

## Esoteristi(1)
- Etteilla, esoterista francese (n. 1738 - † 1791)

## Esploratori(2)
- Jean-Baptiste Charcot, esploratore, medico e navigatore francese (Neuilly-sur-Seine, n. 1867 - Atlantico settentrionale, † 1936)
- Jean-Baptiste Bénard de la Harpe, esploratore francese (Saint-Malo, n. 1683 - † 1765)

## Filosofi(1)
- Jean-Baptiste Dubos, filosofo e storico francese (Beauvais, n. 1670 - Parigi, † 1742)

## Fisici(2)
- Jean-Baptiste Biot, fisico e matematico francese (Parigi, n. 1774 - Parigi, † 1862)
- Jean-Baptiste Le Roy, fisico francese (n. 1720 - † 1800)

## Fotografi(1)
- Jean-Baptiste Mondino, fotografo, regista e pubblicitario francese (Aubervilliers, n. 1949)

## Fumettisti(1)
- Jean Ache, fumettista, pittore e illustratore francese (Le Havre, n. 1923 - Joinville-le-Pont, † 1985)

## Funzionari(1)
- Jean-Baptiste Le Moyne de Bienville, funzionario, esploratore e navigatore francese (Montréal, n. 1680 - Parigi, † 1767)

## Generali(16)
- Jean-Baptiste Solignac, generale francese (Millau, n. 1773 - Montpellier, † 1850)
- Jean-Baptiste Jules Bernadotte, generale francese (Pau, n. 1763 - Stoccolma, † 1844)
- Jean-Baptiste Broussier, generale francese (Ville-sur-Saulx, n. 1766 - Bar-le-Duc, † 1814)
- Jean-Baptiste Cacault, generale francese (Surgères, n. 1769 - Torgau, † 1813)
- Jean-Baptiste Cavaignac, generale francese (Gourdon, n. 1763 - Bruxelles, † 1829)
- Jean-Baptiste Cervoni, generale francese (Soveria, n. 1765 - Eckmühl, † 1809)
- Jean-Baptiste Desmarets, generale francese (Parigi, n. 1682 - Parigi, † 1762)
- Jean-Baptiste Drouet d'Erlon, generale francese (Reims, n. 1765 - Parigi, † 1844)
- Jean-Baptiste Dumonceau, generale belga (Bruxelles, n. 1760 - Forest, † 1821)
- Jean-Baptiste Girard, generale francese (Aups, n. 1775 - Parigi, † 1815)
- Jean-Baptiste Kléber, generale francese (Strasburgo, n. 1753 - Il Cairo, † 1800)
- Marcellin Marbot, generale francese (Altillac, n. 1782 - Parigi, † 1854)
- Jean-Baptiste Marchand, generale e esploratore francese (Thoissey, n. 1863 - Parigi, † 1934)
- Jean-Baptiste Moulin, generale francese (Caen, n. 1754 - Cholet, † 1794)
- Jean-Baptiste Donatien de Vimeur de Rochambeau, generale francese (Vendôme, n. 1725 - Thoré-la-Rochette, † 1807)
- Jean-Baptiste Vaquette de Gribeauval, generale e ingegnere francese (Amiens, n. 1715 - Parigi, † 1789)

## Geografi(1)
- Jean-Baptiste Bourguignon d'Anville, geografo e cartografo francese (Parigi, n. 1697 - Parigi, † 1782)

## Gesuiti(1)
- Jean-Baptiste Janssens, gesuita belga (Mechelen, n. 1889 - Roma, † 1964)

## Giornalisti(1)
- Jean-Baptiste Malet, giornalista francese (Tolone, n. 1987)

## Giuristi(1)
- Jean-Baptiste Duvergier, giurista francese (Bordeaux, n. 1792 - † 1877)

## Imprenditori(1)
- Jean-Baptiste Réveillon, imprenditore francese (Parigi, n. 1725 - Parigi, † 1811)

## Incisori(5)
- Jean-Baptiste Barbé, incisore, editore e mercante d'arte fiammingo (Anversa, n. 1578 - Anversa, † 1649)
- Jean Baptiste Delafosse, incisore francese (Parigi, n. 1721 - Parigi, † 1806)
- Jean-Baptiste Frener, incisore, disegnatore e numismatico svizzero (Lucerna, n. 1821 - Città del Guatemala, † 1892)
- Jean-Baptiste Isabey, incisore e pittore francese (Nancy, n. 1767 - Parigi, † 1855)
- Jean-Baptiste Nolin, incisore francese (n. 1657 - † 1725)

## Ingegneri(3)
- Jean-Baptiste Prosper Jollois, ingegnere e egittologo francese (Brienon-l'Archevêque, n. 1776 - Parigi, † 1842)
- Jean-Baptiste de Règemorte, ingegnere francese († 1725)
- Jean-Baptiste de Voglie, ingegnere italiano († 1777)

## Letterati(3)
- Jean-Baptiste-Henri de Valincourt, letterato francese (Parigi, n. 1653 - Parigi, † 1730)
- Jean-Baptiste Pitois, letterato e esoterista francese (Remiremont, n. 1811 - Lione, † 1877)
- Jean-Baptiste de La Curne de Sainte-Palaye, letterato francese (Auxerre, n. 1697 - Parigi, † 1781)

## Liutai(1)
- Jean-Baptiste Vuillaume, liutaio francese (Mirecourt, n. 1798 - Parigi, † 1875)

## Liutisti(1)
- Jean-Baptiste Besard, liutista, compositore e medico francese (Besançon)

## Matematici(3)
- Jean-Baptiste Labey, matematico francese (n. 1750 - † 1825)
- Jean Baptiste Le Rond d'Alembert, matematico, fisico e astronomo francese (Parigi, n. 1717 - Parigi, † 1783)
- Jean-Baptiste de La Chapelle, matematico, enciclopedista e inventore francese (n. 1710 - † 1792)

## Medici(6)
- Jean-Baptiste Bassand, medico francese (Baume-les-Dames, n. 1680 - Vienna, † 1742)
- Jean-Baptiste Bouillaud, medico francese (Bragette, n. 1796 - Parigi, † 1881)
- Jean-Baptiste Alphonse Dechauffour de Boisduval, medico, entomologo e botanico francese (Ticheville, n. 1799 - Ticheville, † 1879)
- Jean-Baptiste Denys, medico francese (n. 1643 - † 1704)
- Jean-Baptiste Pussin, medico e infermiere francese (Lons-le-Saunier, n. 1745 - Parigi, † 1811)
- Jean Baptiste Sénac, medico e anatomista francese (Lombez, n. 1693 - Parigi, † 1770)

## Mercanti(1)
- Jean Baptiste Pointe du Sable, mercante francese (Saint-Marc, n. 1745 - Saint Charles, † 1818)

## Militari(6)
- Jean-Baptiste Billot, militare e politico francese (Chaumeil, n. 1828 - Parigi, † 1907)
- Jean-Baptiste Alexandre Montaudon, militare e politico francese (La Souterraine, n. 1818 - Amiens, † 1899)
- Jean-Baptiste Sahuguet d'Amarzit d'Espagnac, militare francese (Brive-la-Gaillarde, n. 1713 - Parigi, † 1783)
- Charles de Tricornot de Rose, militare e aviatore francese (Parigi, n. 1876 - Villemontoire, † 1916)
- Jean-Baptiste Louis Frédéric de La Rochefoucauld de Roye, militare francese (n. 1707 - † 1746)
- Jean-Baptiste Bernard de Vaublanc, militare francese (Ouanaminthe, n. 1761 - Gusev, † 1812)

## Mineralogisti(1)
- Jean-Baptiste Romé de L'Isle, mineralogista francese (Gray, n. 1736 - Parigi, † 1790)

## Missionari(2)
- Jean-Baptiste Bréhéret, missionario francese (La Chapelle-Aubry, n. 1815 - Levuka, † 1898)
- Jean-Baptiste François Pompallier, missionario e arcivescovo cattolico francese (Lione, n. 1801 - Puteaux, † 1871)

## Musicisti(2)
- Jean-Baptiste Philibert Cardonne, musicista francese (Versailles, n. 1730 - Parigi)
- Jean-Baptiste Clément, musicista francese (Boulogne-sur-Seine, n. 1836 - Parigi, † 1903)

## Naturalisti(2)
- Jean-Baptiste Bory de Saint-Vincent, naturalista francese (Agen, n. 1778 - Parigi, † 1846)
- Jean-Baptiste de Lamarck, naturalista, zoologo e botanico francese (Bazentin-le-Petit, n. 1744 - Parigi, † 1829)

## Navigatori(1)
- Jean-Baptiste Henri Barré de Saint-Leu, navigatore francese (Parigi, n. 1763 - Parigi, † 1830)

## Nobili(2)
- Anacharsis Cloots, nobile e rivoluzionario prussiano (Kleve, n. 1755 - Parigi, † 1794)
- Jean-Baptiste du Barry, nobile francese (Lévignac, n. 1723 - Tolosa, † 1794)

## Operai(1)
- Jean-Baptiste Chardon, operaio e attivista francese (Souvigny, n. 1839 - Vierzon, † 1898)

## Organisti(1)
- Jean-Baptiste Buterne, organista e clavicembalista francese (Tolosa - Parigi, † 1727)

## Orientalisti(3)
- Jean-Baptiste Abbeloos, orientalista belga (Gooik, n. 1836 - Lovanio, † 1906)
- Eugène Flandin, orientalista, pittore e archeologo francese (Napoli, n. 1809 - Tours, † 1889)
- Jean-Baptiste Grosier, orientalista francese (Saint-Omer, n. 1743 - Parigi, † 1823)

## Orologiai(1)
- Jean-Baptiste Baillon de Fontenay, orologiaio francese (n. 1702 - Parigi, † 1772)

## Pedagogisti(1)
- Grégoire Girard, pedagogista svizzero (Friburgo, n. 1765 - Friburgo, † 1850)

## Pentatleti(1)
- Jean-Baptiste Mourcia, pentatleta francese (Pertuis, n. 1999)

## Piloti automobilistici(1)
- Jean-Baptiste Simmenauer, pilota automobilistico francese (Angerville, n. 2000)

## Pirati(1)
- Jean-Baptiste du Casse, pirata e ammiraglio francese (Saubusse, n. 1646 - Bourbon-l'Archambault, † 1715)

## Pittori(29)
- Jean-Baptiste Achard, pittore francese (Correns)
- Jacques Augustin, pittore francese (Saint-Dié, n. 1759 - Parigi, † 1832)
- Jean-Baptiste Belin, pittore francese (Caen, n. 1653 - Parigi, † 1715)
- Jean-Baptiste de Champaigne, pittore e decoratore francese (Bruxelles, n. 1631 - Parigi, † 1681)
- Joanny Chatigny, pittore, incisore e scultore francese (Lione, n. 1834 - Lione, † 1886)
- Jean-Baptiste Corneille, pittore, incisore e insegnante francese (Parigi, n. 1649 - Parigi, † 1695)
- Jean-Baptiste Camille Corot, pittore francese (Parigi, n. 1796 - Parigi, † 1875)
- Jean-Baptiste Debret, pittore francese (Parigi, n. 1768 - Parigi, † 1848)
- Jean-Baptiste Deshays, pittore francese (Rouen, n. 1729 - Parigi, † 1765)
- Jean-Baptiste Frédéric Desmarais, pittore francese (Parigi, n. 1756 - Carrara, † 1813)
- Édouard Detaille, pittore francese (Parigi, n. 1848 - Parigi, † 1912)
- Jean-Baptiste Henri Durand-Brager, pittore, incisore e fotografo francese (Dol-de-Bretagne, n. 1814 - Parigi, † 1879)
- Jean-Baptiste André Gautier-Dagoty, pittore francese (Parigi, n. 1740 - Parigi, † 1786)
- Jean-Baptiste Greuze, pittore e disegnatore francese (Tournus, n. 1725 - Parigi, † 1805)
- Jean-Baptiste Guillaumin, pittore e litografo francese (Parigi, n. 1841 - Orly, † 1927)
- Jean-Baptiste Lavastre, pittore francese (Nîmes, n. 1839 - Parigi, † 1891)
- Jean-Baptiste Le Paon, pittore e militare francese (Parigi, n. 1738 - Parigi, † 1785)
- Jean-Baptiste van Loo, pittore francese (Aix-en-Provence, n. 1684 - Aix-en-Provence, † 1745)
- Jean-Baptiste Monnoyer, pittore francese (Lille, n. 1636 - Londra, † 1699)
- Jean-Baptiste Olive, pittore francese (Marsiglia, n. 1848 - Parigi, † 1936)
- Jean-Baptiste Oudry, pittore, incisore e disegnatore francese (Parigi, n. 1686 - Beauvais, † 1755)
- Jean-Baptiste Joseph Pater, pittore francese (Valenciennes, n. 1695 - Parigi, † 1736)
- Jean-Baptiste Perronneau, pittore francese (Parigi, n. 1715 - Amsterdam, † 1783)
- Jean-Baptiste Poncet, pittore e incisore francese (Saint-Laurent-de-Mure, n. 1827 - Lione, † 1901)
- Jean-Baptiste Regnault, pittore francese (Parigi, n. 1754 - Parigi, † 1829)
- Jean-Baptiste Santerre, pittore, disegnatore e docente francese (Magny-en-Vexin, n. 1651 - Parigi, † 1717)
- Jean-Baptiste van Mour, pittore fiammingo (Valenciennes, n. 1671 - Costantinopoli, † 1737)
- Jean-Baptiste Wicar, pittore e collezionista d'arte francese (Lilla, n. 1762 - Roma, † 1834)
- Jean-Baptiste Paulin Guérin, pittore francese (Tolone, n. 1783 - Parigi, † 1855)

## Poeti(2)
- Jean-Baptiste Cerlogne, poeta, presbitero e linguista italiano (Cerlogne, n. 1826 - Saint-Nicolas, † 1910)
- Jean-Baptiste Rousseau, poeta e drammaturgo francese (Parigi, n. 1670 - Bruxelles, † 1741)

## Politici(16)
- Jean-Baptiste Cope, politico nativo americano (Port Royal, n. 1698 - Miramichi, † 1760)
- Jean-Baptiste Bagaza, politico e militare burundese (n. 1946 - Bruxelles, † 2016)
- Jean-Baptiste Boffinton, politico francese (Bordeaux, n. 1817 - Arcachon, † 1899)
- Jean-Baptiste Carrier, politico e rivoluzionario francese (Yolet, n. 1756 - Parigi, † 1794)
- Jean-Baptiste Nompère de Champagny, politico francese (Roanne, n. 1756 - Parigi, † 1834)
- Jean-Baptiste Colbert, politico e economista francese (Reims, n. 1619 - Parigi, † 1683)
- Jean-Baptiste Djebbari, politico francese (Melun, n. 1982)
- Jean-Baptiste Lebas, politico francese (Roubaix, n. 1878 - Sonnenburg, † 1944)
- Robert Lindet, politico e avvocato francese (Bernay, n. 1746 - Parigi, † 1825)
- Jean-Baptiste Gaye, politico francese (Bordeaux, n. 1778 - Parigi, † 1832)
- Jean-Baptiste Millière, politico e giornalista francese (Lamarche-sur-Saône, n. 1817 - Parigi, † 1871)
- Jean-Baptiste Ouédraogo, politico e militare burkinabé (n. 1942)
- Jean-Baptiste Salle, politico e rivoluzionario francese (Vézelise, n. 1759 - Bordeaux, † 1794)
- Robert Schuman, politico francese (Lussemburgo, n. 1886 - Scy-Chazelles, † 1963)
- Jean-Baptiste de Tillier, politico e storico italiano (Aosta, n. 1678 - Aosta, † 1744)
- Jean-Baptiste de Machault d'Arnouville, politico francese (n. 1701 - † 1794)

## Predicatori(1)
- Jean-Baptiste Massillon, predicatore e vescovo cattolico francese (Hyères, n. 1663 - Beauregard-l'Évêque, † 1742)

## Presbiteri(5)
- Jean-Baptiste Baudoin, presbitero e missionario francese (Juniville, n. 1831 - † 1875)
- Jean-Baptiste Berthier, presbitero francese (Châtonnay, n. 1840 - Grave, † 1908)
- Jean-Baptiste Joseph Languet de Gergy, presbitero francese (Digione, n. 1674 - Parigi, † 1750)
- Jean-Baptiste Morvan de Bellegarde, presbitero, scrittore e traduttore francese (Nantes, n. 1648 - † 1734)
- Jean-Baptiste Rauzan, presbitero francese (Bordeaux, n. 1757 - Parigi, † 1847)

## Registi(1)
- Jean-Baptiste Durand, regista e sceneggiatore francese (n. 1985)

## Religiosi(3)
- Jean-Baptiste Blanchard, religioso e pedagogo francese (Tourteron, n. 1731 - Tourteron, † 1797)
- Jean-Baptiste Labat, religioso, botanico e esploratore francese (Parigi, n. 1663 - Parigi, † 1738)
- Jean-Baptiste Henri Lacordaire, religioso, giornalista e politico francese (Recey-sur-Ource, n. 1802 - Sorèze, † 1861)

## Rivoluzionari(1)
- Jean-Baptiste Drouet, rivoluzionario francese (Sainte-Menehould, n. 1763 - Mâcon, † 1824)

## Rugbisti a 15(3)
- Jean-Baptiste Élissalde, ex rugbista a 15 e allenatore di rugby a 15 francese (La Rochelle, n. 1977)
- Jean-Baptiste Lafond, ex rugbista a 15 e dirigente sportivo francese (Bègles, n. 1961)
- Jean-Baptiste Poux, ex rugbista a 15 e allenatore di rugby a 15 francese (Béziers, n. 1979)

## Schermidori(1)
- Jean-Baptiste Mimiague, schermidore francese (Guéthary, n. 1871 - Londra, † 1929)

## Sciatori alpini(1)
- Jean-Baptiste Grange, ex sciatore alpino francese (San Giovanni di Moriana, n. 1984)

## Scrittori(6)
- Jean-Baptiste Boyer d'Argens, scrittore e filosofo francese (Aix-en-Provence, n. 1704 - Castello di La Garde, † 1771)
- Jean-Baptiste Louvet de Couvray, scrittore, politico e giornalista francese (Parigi, n. 1760 - Parigi, † 1797)
- Jean-Baptiste Del Amo, scrittore francese (Tolosa, n. 1981)
- Jean-Baptiste Descamps, scrittore e pittore francese (Dunkerque, n. 1714 - † 1791)
- Jean-Baptiste Le Brun des Marettes, scrittore e editore francese (Rouen, n. 1651 - Orléans, † 1731)
- Jean-Baptiste de Mirabaud, scrittore e traduttore francese (Parigi, n. 1675 - Parigi, † 1760)

## Scultori(11)
- Jean-Baptiste Adam, scultore francese († 1766)
- Jean-Baptiste Boudard, scultore francese (Parigi, n. 1710 - Sala Baganza, † 1768)
- Paul Cabet, scultore francese (Nuits-Saint-Georges, n. 1815 - Parigi, † 1876)
- Jean-Baptiste Carpeaux, scultore e pittore francese (Valenciennes, n. 1827 - Courbevoie, † 1875)
- Auguste Clésinger, scultore e pittore francese (Besançon, n. 1814 - Parigi, † 1883)
- Jean-Baptiste Lemoyne, scultore e pittore francese (Parigi, n. 1704 - Parigi, † 1778)
- Jean-Baptiste Pigalle, scultore francese (Parigi, n. 1714 - † 1785)
- Jean-Baptiste Roman, scultore francese (Parigi, n. 1792 - Parigi, † 1835)
- Félix Soulès, scultore francese (Eauze, n. 1857 - Eauze, † 1904)
- Jean-Baptiste Stouf, scultore francese (Parigi, n. 1742 - Charenton-le-Pont, † 1826)
- Jean-Baptiste Tuby, scultore francese (Roma, n. 1635 - Parigi, † 1700)

## Storici(3)
- Jean-Baptiste Capefigue, storico e giornalista francese (Marsiglia, n. 1801 - Parigi, † 1872)
- Jean-Baptiste Du Halde, storico, sinologo e gesuita francese (Parigi, n. 1674 - Parigi, † 1743)
- Jean-Baptiste Duroselle, storico francese (Parigi, n. 1917 - Arradon, † 1994)

## Tennisti(1)
- Jean-Baptiste Chanfreau, tennista francese (Sidi Ali Benyoub, n. 1947 - Marsiglia, † 2021)

## Teologi(1)
- Jean-Baptiste Cotelier, teologo francese (Nîmes, n. 1626 - Parigi, † 1686)

## Velocisti(1)
- Jean Kerebel, velocista francese (Parigi, n. 1918 - Le Bugue, † 2010)

## Vescovi cattolici(5)
- Jean-Baptiste Bouvier, vescovo cattolico e teologo francese (Saint-Charles-la-Forêt, n. 1783 - Roma, † 1854)
- Jean Baptiste Bùi Tuần, vescovo cattolico vietnamita (Cam Lai, n. 1927 - Long Xuyen, † 2024)
- Jean-Baptiste Miroudot du Bourg, vescovo cattolico francese (Vesoul, n. 1722 - Parigi, † 1798)
- Jean-Baptiste Nguyễn Bá Tòng, vescovo cattolico vietnamita (Gò Công, n. 1868 - Phát Diêm, † 1949)
- Jean-Baptiste Urrutia, vescovo cattolico e missionario francese (Aldudes, n. 1901 - Montauban, † 1979)

## Viaggiatori(1)
- Jean-Baptiste Tavernier, viaggiatore e mercante francese (Parigi, n. 1605 - Mosca, † 1689)

## Violinisti(3)
- Jean-Baptiste Anet, violinista e compositore francese (Parigi - Lunéville, † 1755)
- Jean-Baptiste Senaillé, violinista francese (Parigi, n. 1687 - Parigi, † 1730)
- Jean-Baptiste Volumier, violinista e compositore fiammingo (Dresda, † 1728)

## Violoncellisti(1)
- Jean-Baptiste Stuck, violoncellista e compositore italiano (Livorno, n. 1680 - Parigi, † 1755)

## Zoologi(1)
- Jean-Baptiste Vérany, zoologo francese (Nizza, n. 1800 - Nizza, † 1865)

## Senza attività specificata(1)
- Jean-Baptiste Willermoz,  francese (n. 1730 - † 1824)